# Љерка Калчић
Љерка Калчић (Загреб, 1942) је српска сликарка.

## Биографија
Рођена је 1942. године у Загребу. Дипломирала је на Факултету примењених уметности Универзитета уметности у Београду. Излагала је на Мајском фестивалу у Загребу 1969, Мајским изложбама у Београду 1971—1974. и изложбама у Октобарском салону 1972. и 1973. године. Бави се сценским костимом, као асистент и извођач ликовне обраде костима је радила на више представа Народног позоришта у Београду. Самостално је радила на више представа у Народном позоришту у Београду, Атељеу 212, Радио–телевизији Београд, Словенском народном гледалишчу из Љубљане и Српском народном позоришту, представама „Балада о месецу луталици”, „Помозите ми да умрем”, „Лукреција Борџија”, „Стефан Дечански”, „Село Степаничково” и другим.